# Comodato
In diritto si definisce comodato  (da non confondere con il mutuo) il contratto mediante il quale una parte (comodante) consegna ad un'altra (comodatario) una cosa mobile o un immobile affinché se ne serva per un tempo o per un uso determinato con l'obbligo di restituire la medesima cosa ricevuta.

## Esempio
1. Tizio concede a Caio, senza chiedere denaro in cambio, il proprio manuale di diritto privato. In tal caso, Tizio si dice comodante e Caio comodatario.
2. Sempronio permette al suo amico Mevio di utilizzare per qualche mese un appartamento, senza fargli pagare alcuna pigione. In tal caso, Sempronio è il comodante, Mevio il comodatario.

## Normativa italiana
In Italia, il comodato è regolato dal Codice civile, libro quarto, titolo terzo, sezione terza, al capo XIV rubricato "Del comodato", che è un capo composto dagli articoli numerati da 1803 a 1812, nonché da altre norme sparse, fra cui norme tributarie che ne impongono la registrazione, a pena di nullità.

### Necessaria gratuità
(Art. 1803, Nozione, Codice civile.)
Infatti, se vi fosse un pagamento in denaro, ci troveremmo di fronte ad un altro tipo di contratto e cioè alla locazione (ciò che, nel linguaggio comune, viene sempre chiamato affitto, mentre tale nome spetta solo alla locazione di beni produttivi; art. 1615 c.c.). Dunque è pleonastico ed errato parlare di comodato gratuito: il comodato è sempre gratuito o non è un comodato.
Esiste tuttavia il comodato oneroso, che si verifica allorquando chi riceve in comodato il bene si obbliga ad adempiere ad una prestazione che, tuttavia, non assurge a corrispettivo del godimento. Per esempio, la concessione in comodato della propria villa per il periodo estivo, in cambio della semina dell'erba in giardino, e della cura delle siepi.
La Cassazione ha qualificato come oneroso un comodato che prevedeva, da parte del comodatario, il pagamento di una somma periodica idonea al solo rimborso delle spese (Cass. 2001, n. 3021).
In alcuni casi è possibile che il contratto di comodato preveda un risarcimento per le spese vive della cosa: caso frequente è che il pagamento delle spese condominiali negli immobili sia a totale carico del comodatario (colui che ha ricevuto la cosa).

### Appartenenza alla categoria dei contratti reali
Il comodato appartiene alla categoria dei contratti reali, ossia richiede per la sua conclusione la consegna della cosa (infatti, testualmente, la parte "consegna", non "si obbliga a consegnare").
Prima della consegna, il contratto non è perfezionato, ma si avrà solo (a seconda dei casi) un contratto preliminare o una trattativa.

### Effetti obbligatori
La conseguenza giuridica del contratto di comodato è quella di fare nascere diritti e obblighi, senza produrre effetti reali o traslativi. Infatti, non si ha come effetto il trasferimento della proprietà del bene ovvero il trasferimento di un diritto reale sul bene stesso, del quale il comodatario acquisisce il solo diritto personale di godimento.

### Differenza con il mutuo
Con il comodato, per definizione, la parte comodataria si impegna a restituire la stessa cosa ricevuta in prestito, che di solito è quello che in diritto si definisce un bene infungibile. Il bene deve essere per natura non deperibile in breve tempo altrimenti non può essere restituito nello stesso stato funzionale. Il prestito di un libro prevede la restituzione del medesimo volume, la stessa copia. Una eccezione a questa regola è prevista per taluni casi di comodato ad pompam o ad ostentationem (prestito per ostentare), istituto che ricorre nella pratica quando un soggetto chiede in comodato alcuni beni consumabili (es. della frutta) al solo fine di farne mostra (ad es. in una rappresentazione teatrale).
In ciò il comodato si differenzia dal mutuo: nel mutuo si prestano beni fungibili consumabili, come ad esempio il denaro, con l'obbligo di restituire la stessa quantità, non la stessa cosa.
Il prestito di 100 euro, prevede la restituzione di altri 100 euro (se del caso, con interessi) non della specifica banconota, solo la stessa cifra.
Quindi, il mutuo riguarda cose che verranno consumate, e di cui verrà restituito una pari quantità; il comodato cose che devono essere restituite e magari ordinariamente consumate (un vestito indossato, un martello, un coltello), ma sostanzialmente nello stesso stato funzionale.